# Nathan Yellin-Mor

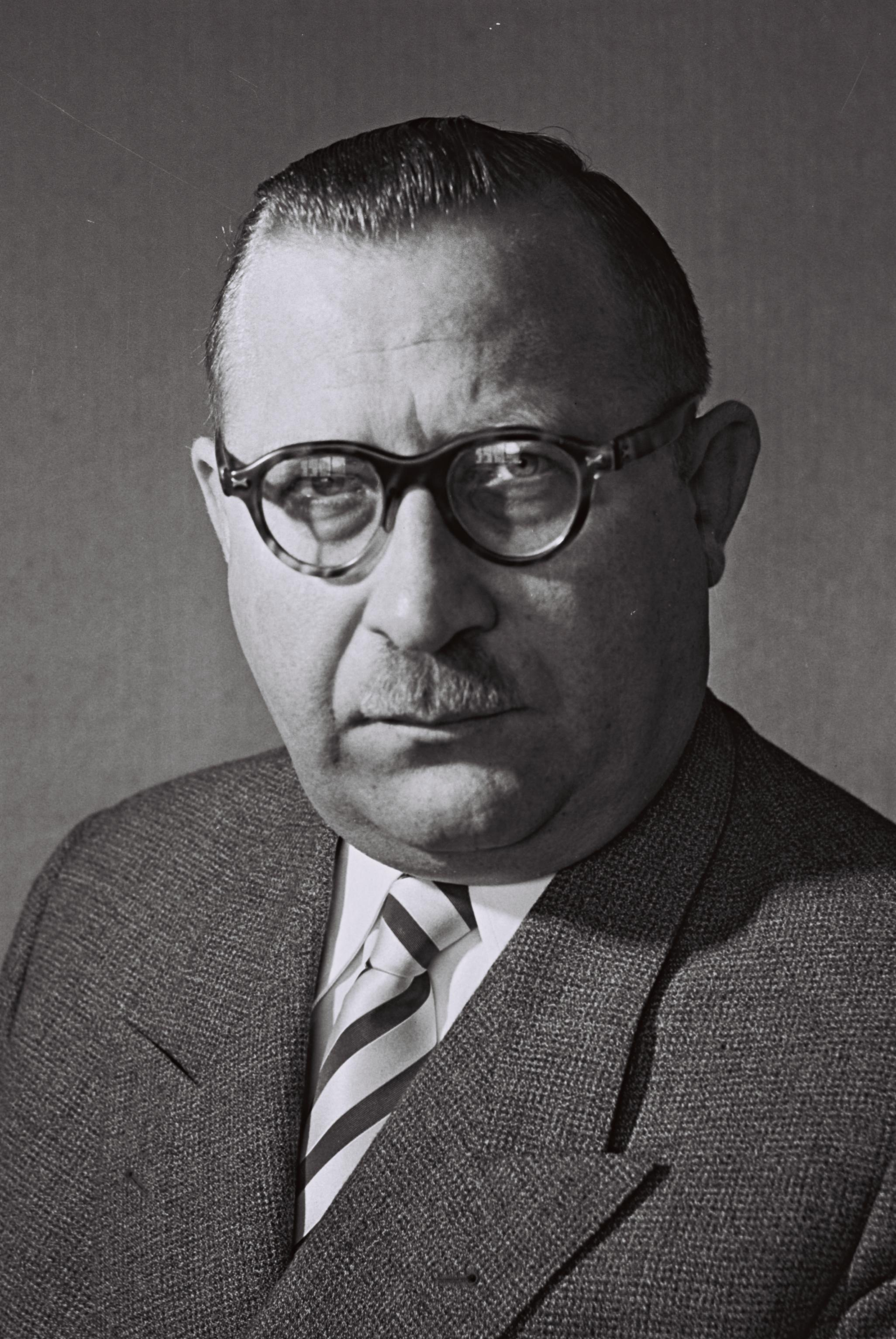
Nathan Yellin-Mo.

Nathan Yellin-Mor (i mitten) och Matityahu Shmueliwitz framför fängelset i Acre efter deras frisläppande 1949.

Nathan Yellin-Mor, född Nathan Friedman-Yellin 1913 i Grodno i dåvarande Ryssland och nuvarande Vitryssland, död 19 februari 1980, var en israelisk terrorist, politiker och senare fredsaktivist.
Nathan Yellin-Mor utbildade sig till ingenjör på Tekniska högskolan i Warszawa i Polen. Han var aktiv i Betar Movement och Irgun i Polen. Åren 1938-39 var han tillsammans med Avraham Stern redaktör för Di Tat ("Staten"), Irguns polska tidning. Han immigrerade i hemlighet tillsammans med Avraham Stern till det brittiska mandatområdet Palestina och anslöt sig till gerillarörelsen Lehi, av britterna benämnd Sternligan.
I december 1941 utsåg Avraham Stern Nathan Yellin-Mor att resa till Turkiet för att åstadkomma en överenskommelse med det nazistiska Tyskland. Tyskarna svarade dock inte på Lehis erbjudande om en allians. Nathan Yellin-Mor hävdade senare på oklar grund att hans motiv var att rädda judar på Balkan. Han arresterades nära Aleppo innan han nått Turkiet och sattes han i fängsligt förvar av britterna i Latrun. Därifrån lyckades han rymma 1943, efter att tillsammans med 19 medfångar grävt en 74 meter lång tunnel. Efter Avraham Sterns död blev som ansvarig för rörelsens politiska verksamhet medlem i Lehis ledningstrojka tillsammans med propagandachefen Israel Eldad och verksamhetsledaren Yitzhak Shamir.
Han var en av de ansvariga för planeringen av mordet på den brittiska mellerstaösternresidenten Lord Moyne i Kairo i november 1944. Han betraktade kampen mot Storbritannien i ett internationellt perspektiv och förespråkade samarbete med andra antikolonialistiska krafter, inklusive palestinska och andra arabiska organisationer. Efter massakern i Deir Yassin i april 1948 gick han emot Israel Eldad.
År 1948 grundade han partiet Kämparnas lista och valdes in i Knesset 1949-51.
Efter mordet i september 1948 på FN-emissarien Folke Bernadotte arresterades han tillsammans med Lehi-medlemmen Matityahu Shmuelevitch och åtalades för att vara ledare för en terroristorganisation. Dessa två dömdes i januari 1949, dagen sedan Nathan Yellin-Mor valts in i Knesset. Nathan Yellin-Mor dömdes till åtta års fängelse. Domstolen var övertygad om att Lehi var ansvarigt för mordet på Folke Bernadotte, men ansåg inte att det var bevisat att mordet sanktionerats av Lehis ledning. Domstolen erbjöd amnesti om de åtalade accepterade vissa villkor, inklusive att avsvärja sig fortsatt motståndsverksamhet och att acceptera polisövervakning, men de avvisade detta erbjudande. Den interimistiska regeringen gav dock amnesti till de dömda 1949.
Nathan Yellin-Mor skiftade efter hand uppfattning åt vänster och pläderade för en prosovjetisk utrikespolitik. I slutet av sitt liv blev han en radikalpacifist och stödde förhandlingar med PLO och förespråkade att Israel skulle göra stora eftergifter mot palestinierna.

### Fotnoter
1. ↑  James Abourezk: Name that terrorist i Counterpunch 6-8 juni 2008, läst 2012-04-16